# Bertil Johansson
Bertil Johansson (Gotemburgo, 22 de marzo de 1935-Hönö, 5 de mayo de 2021) fue un futbolista y entrenador sueco que jugaba en la demarcación de delantero.

## Biografía
Debutó como futbolista en 1955 con el IFK Göteborg, tras formarse en las filas de la cantera del Sävedalens IF. A los tres años de su debut, se convirtió en el máximo goleador de la liga, ayudando a su equipo a ganar la Allsvenskan. No obtuvo la misma suerte en 1961, cuando, aun volviendo a ser el máximo goleador, el club finalizó en tercera posición tras el IF Elfsborg y el IFK Norrköping. Jugó en el club un total de trece temporadas, colgando las botas en 1968. Un año después, el club que le vio retirarse, le fichó como entrenador del club por tres temporadas, ganando en 1969 la Allsvenskan.

## Selección nacional
Jugó un total de cuatro partidos con la selección de fútbol de Suecia. Debutó el 26 de octubre de 1958 en un partido del campeonato nórdico de fútbol contra Dinamarca. Su último partido con el combinado sueco se disputó el 14 de agosto de 1963 contra Noruega.

## Clubes
| Club         | Temporada | Liga     | Liga  | Copa nacional | Copa nacional | Comp. internacional | Comp. internacional | Otro     | Otro  | Total    | Total |
| Club         | Temporada | Partidos | Goles | Partidos      | Goles         | Partidos            | Goles               | Partidos | Goles | Partidos | Goles |
| ------------ | --------- | -------- | ----- | ------------- | ------------- | ------------------- | ------------------- | -------- | ----- | -------- | ----- |
| IFK Göteborg | 1954/1955 | 4        | 0     | 0             | 0             | 0                   | 0                   | 1        | 0     | 5        | 0     |
| IFK Göteborg | 1955/1956 | 22       | 12    | 0             | 0             | 0                   | 0                   | 13       | 9     | 35       | 21    |
| IFK Göteborg | 1956/1957 | 22       | 8     | 0             | 0             | 0                   | 0                   | 18       | 26    | 40       | 34    |
| IFK Göteborg | 1957/1958 | 32       | 27    | 6             | 0             | 5                   | 2                   | 26       | 20    | 63       | 49    |
| IFK Göteborg | 1959      | 22       | 17    | 0             | 0             | 5                   | 2                   | 12       | 12    | 39       | 31    |
| IFK Göteborg | 1960      | 21       | 17    | 0             | 0             | 0                   | 0                   | 7        | 2     | 43       | 9     |
| IFK Göteborg | 1961      | 20       | 20    | 0             | 0             | 2                   | 0                   | 20       | 14    | 42       | 34    |
| IFK Göteborg | 1962      | 22       | 18    | 0             | 0             | 0                   | 0                   | 16       | 9     | 38       | 27    |
| IFK Göteborg | 1963      | 22       | 13    | 0             | 0             | 0                   | 0                   | 21       | 12    | 43       | 25    |
| IFK Göteborg | 1964      | 22       | 10    | 0             | 0             | 0                   | 0                   | 15       | 7     | 37       | 17    |
| IFK Göteborg | 1965      | 21       | 7     | 0             | 0             | 0                   | 0                   | 16       | 6     | 37       | 13    |
| IFK Göteborg | 1966      | 18       | 8     | 0             | 0             | 0                   | 0                   | 8        | 2     | 26       | 10    |
| IFK Göteborg | 1967      | 10       | 2     | 1             | 0             | 0                   | 0                   | 8        | 5     | 19       | 7     |
| IFK Göteborg | 1968      | 10       | 3     | 0             | 0             | 0                   | 0                   | 2        | 0     | 12       | 3     |
| Total        | 1955–68   | 267      | 162   | 1             | 0             | 12                  | 4                   | 183      | 124   | 464      | 290   |

## Palmarés

### Como futbolista

#### Campeonatos nacionales
| Título      | Club         | País   | Año  |
| ----------- | ------------ | ------ | ---- |
| Allsvenskan | IFK Göteborg | Suecia | 1958 |

#### Distinciones individuales
| Título                            | Club       | País   | Año  |
| --------------------------------- | ---------- | ------ | ---- |
| Máximo goleador de la Allsvenskan | Örgryte IS | Suecia | 1958 |
| Máximo goleador de la Allsvenskan | Örgryte IS | Suecia | 1961 |

### Como entrenador

#### Campeonatos nacionales
| Título      | Club         | País   | Año  |
| ----------- | ------------ | ------ | ---- |
| Allsvenskan | IFK Göteborg | Suecia | 1969 |